# 섬유화
섬유화(纖維化, Fibrosis)란 어떠한 이유로 장기의 일부가 굳는 현상을 말하며 폐섬유화나 간섬유화가 대표적인 병으로 꼽힌다. 폐섬유화 같은 경우 방사능의 피폭이나 폐의 물이 참으로 인해서 폐가 굳는경우가 거의 지배적이나 일부 사람에 한해서는 폐섬유화증이 일어날 수 있다. 섬유화증세는 현재까지 완치 방법이 거의 없으며 치료방법은 개발 및 연구 중이다. 그래도 발전으로 인해 이러한 섬유화를 발견하는 시스템이 많이 늘어 났다고 전해진다. 섬유화는 또한 독극물로 인해 발생하는 경우도 종종 있는데 이에 대한 대표적인 독극물이 파라콰트 즉 그라목손이다. 이러한 독극물을 섭취했을 경우 섬유화 증세가 있는 환자보다 더 빠르고 더 고통스럽게 사망에 이른다. 섬유화는 안타깝게도 우리 몸이 가장 필요해하는 산소를 공급하면 공급할수록 심해진다. 섬유화의 한계점에 도달했을 경우 일부 의사들은 산소의 공급을 차단할 수 있다. 섬유화는 일부는 치료를 하거나 살짝 개선시킬 수 있으나 못 고치는 일부 병은 사망율이 상당히 높다고 보면 된다. 이러한 병에 걸릴경우 병에 걸려있는 상태에서 병의 치료법이나 개선시킬 수 있는 방법이 나오지 않는 한 사망율이 극에 달한다고 할 수 있다.